# لیلا حاتمی
لیلا حاتمی (زادهٔ ۹ مهر ۱۳۵۱) بازیگر ایرانی است. او را یکی از برترین بازیگران زن ایرانی دانسته‌اند و اساساً بابت نقش‌آفرینی‌های واقع‌گرایانه در انواع فیلم‌های درام شهرت دارد. او در طول چهار دهه فعالیت، افتخارات گوناگونی شامل رکورد ۱۲ بار نامزدی در جشنواره فیلم فجر (برندهٔ سه جایزه) کسب کرده است و یکی از بازیگران رکورددار سینمای ایران از لحاظ تعداد جوایز بین‌المللی نیز می‌باشد.
حاتمی از سنین پایین به بازیگری علاقه نشان داد و در برخی از آثار پدرش علی حاتمی بازی کرد. او اولین نقش رسمی خود در سینما را در سال ۱۳۷۵ در نقش زنی نازا در درامِ لیلا ایفا کرد که برای آن برندهٔ جایزهٔ دیپلم افتخار جشنواره فیلم فجر شد و مورد توجه عموم قرار گرفت. به تصویر کشیدن زنی ساده‌لوح در بی‌پولی (۱۳۸۷) برای او سیمرغ بلورین بهترین بازیگر نقش اول زن جشنواره فیلم فجر را به همراه داشت و سپس برای ایفای نقش زنی نابسامان در رگ خواب (۱۳۹۵) دوباره این جایزه را کسب کرد. او برای بازی در شیدا (۱۳۷۷)، ایستگاه متروک (۱۳۸۰)، سالاد فصل (۱۳۸۳)، چهل‌سالگی (۱۳۸۸)، جدایی نادر از سیمین (۱۳۸۹)، نارنجی‌پوش (۱۳۹۰) و دوران عاشقی (۱۳۹۳) نیز نامزد دریافت سیمرغ بلورین شده است.
حاتمی برای بازی در آب و آتش (۱۳۸۰) و رگ خواب (۱۳۹۶) برندهٔ تندیس زرین بهترین بازیگر نقش اول زن از جشن سینمای ایران شد و برای ارتفاع پست (۱۳۸۰)، پرسه در مه (۱۳۸۹) و پله آخر (۱۳۹۳) نامزد دریافت این جایزه شد. وی برای بازی در ایستگاه متروک (۱۳۸۱) جایزهٔ بهترین بازیگر زن جشنواره بین‌المللی فیلم مونترآل را دریافت کرد. او با بازی در جدایی نادر از سیمین (۱۳۸۹) برندهٔ جایزه خرس نقره‌ای بهترین بازیگر زن از جشنواره بین‌المللی فیلم برلین شد. در سال ۲۰۱۷، ایندی‌وایر بازی او در این فیلم را به عنوان یکی از بهترین اجراهای قرن بیست و یکم ستود و حاتمی را برای بازی در آن لایق اسکار دانست. او برای ایفای‌نقش در پله آخر (۱۳۹۰) جایزهٔ گوی بلورین بهترین بازیگر زن جشنواره بین‌المللی فیلم کارلووی واری را کسب کرد.
حاتمی در سال ۱۳۹۱ از سوی دولت فرانسه به مقام شوالیه هنر و ادبیات منصوب شد. او در جشنواره‌های مختلف بین‌المللی از جمله جشنواره فیلم کن ۲۰۱۴ و جشنواره فیلم ونیز ۲۰۲۲ به‌عنوان داور حضور داشته است. وی در سال ۱۳۹۳ به عضویت در هیئت امنای مدرسه ملی سینمای ایران درآمد. حاتمی از سوی سایت واندرلیست در فهرست زیباترین زنان خاورمیانه قرار گرفته است. او یکی از اعضای آکادمی اسکار است. همسر او علی مصفا، بازیگر و فیلم‌ساز ایرانی است و از او صاحب دو فرزند شده است.

## ابتدای زندگی
خانهٔ ما دانشگاه هنر بود، احتیاجی نبود لیلا سینما بخواند. در خانهٔ ما دائم یا فیلمی در حال تولید بود، یا علی حاتمی مشغول طراحی صحنه و لباس یا تدوین بود. در خانه ما دائم تبادل نظر بین اهالی سینما جریان داشت. هر کاری که علی می‌ساخت، طی مدت فیلم‌برداری، بازیگرانش در خانه ما زندگی می‌کردند. لیلا در چنین محیطی رشد کرد. البته که خودش هم علاقه‌مند بود.

— زری خوشکام در گفت‌وگو ب‍ا روزنامه شرق

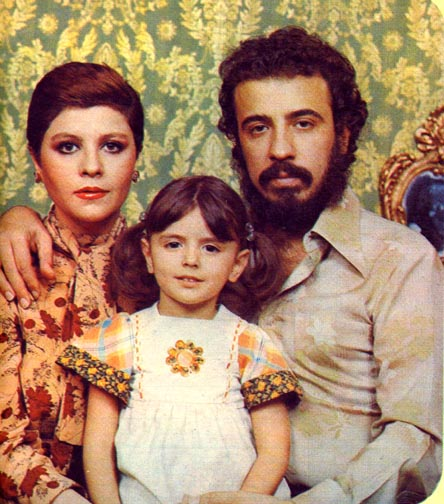
حاتمی در کودکی در کنار والدینش علی حاتمی و زری خوشکام

لیلا حاتمی در ۹ مهر ۱۳۵۱ در تهران به‌دنیا آمد. پدر او علی حاتمی، نویسنده و فیلم‌ساز ایرانی و مادرش زری خوشکام — که با نام زهرا حاتمی نیز در محافل سینمایی شناخته می‌شد — بازیگر ایرانی بود. آنها در گفت‌وگویی به مناسبت تولد فرزندشان به خبرنگار مجلهٔ زن روز گفتند که اسم «لیلا» را مادربزرگش (مادرِ خوشکام) برای او برگزیده است. خانوادهٔ هنری حاتمی باعث شد تا او خیلی زود و در سن ۳ سالگی برای اولین بار در مقابل دوربین قرار بگیرد. نخستین تجربهٔ بازی او در سال ۱۳۵۴ در سریال سلطان صاحبقران بود و پس از آن در سریال‌های طلاق و هزاردستان ایفای نقش کرد. او در سال ۱۳۶۲ در سن ۱۱ سالگی در نقش کودکی کمال‌الملک — نقاش ایرانی در دوره قاجار — در فیلم کمال‌الملک به کارگردانی پدرش علی حاتمی بازی کرد.
دومین تجربهٔ سینمایی او در سال ۱۳۷۰ در فیلم دلشدگان ساختهٔ علی حاتمی بود که در آن نقش کوتاهی را بر عهده داشت. حاتمی دیپلم خود را در رشتهٔ ریاضی فیزیک در تهران گرفت و برای ادامهٔ تحصیل به لوزان سوئیس رفت. او تحصیلاتش را در رشتهٔ مهندسی برق در دانشگاه پلی‌تکنیک تهران ادامه داد. وی تحصیل در این دانشگاه را پس از دو سال نیمه‌کاره رها کرد و سپس به دانشگاه لوزان در سوئیس رفت و در رشتهٔ ادبیات فرانسه به تحصیل پرداخت. حاتمی به دلیل بیماری پدرش به ایران بازگشت و در سال ۱۳۷۵ برای اولین بار در یک فیلم سینمایی که به کارگردانی پدرش نبود، در فیلم لیلا از داریوش مهرجویی بازی کرد. پدر او، علی حاتمی در۲۴ آذر ۱۳۷۵ پس از گذراندن دوره سخت بیماری بر اثر سرطان لوزالمعده در سن ۵۲ سالگی درگذشت.

## حرفه

### دههٔ ۱۳۵۰ و ۱۳۶۰: بازیگر خردسال
لیلا حاتمی نخستین‌بار در سال ۱۳۵۶ با مجموعهٔ تلویزیونی طلاق جلوی دوربین رفت. سریال طلاق ساختهٔ مسعود اسدالهی در زمستان سال ۱۳۵۶ از تلویزیون پخش شد. لیلا حاتمی که در هنگام ساخت این سریال از طریق ژیلا سهرابی، بازیگر این سریال که خواهرزادهٔ علی حاتمی بود، برای بازی در یک قسمت انتخاب شد.

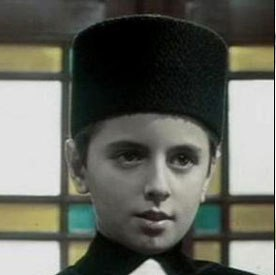
حاتمی در نقش کودکی کمال‌الملک

لیلا حاتمی برای اولین بار سال ۱۳۶۲ با بازی در فیلم سینمایی کمال‌الملک به کارگردانی پدرش علی حاتمی، وارد سینما شد. او در این فیلم نقش کودکی کمال‌الملک، نقاش برجسته ایرانی را بازی کرد و بازی در کنار بازیگرانی چون جمشید مشایخی، علی نصیریان، داوود رشیدی، محمدعلی کشاورز و عزت‌الله انتظامی را تجربه کرد.

### دههٔ ۱۳۷۰: اوایل حرفه و پیشرفت
او در سال ۱۳۷۰ در فیلم دلشدگان، ساختهٔ علی حاتمی نقش یک شاهزاده تُرک نابینا را مقابل امین تاریخ ایفا کرد. حاتمی در سال ۱۳۷۵ در فیلم لیلا از داریوش مهرجویی، درکنار علی مصفا نقش یک زن نازا به نام لیلا را بازی کرد که تازه عروس هست و بچه‌دار نمی‌شود. بعد از کلی دوا و درمان بی‌نتیجه، مادرشوهرش از لیلا می‌خواهد که رضایت دهد پسرش زن دوم بگیرد. او در این فیلم برای نخستین بار در یک نقش اصلی ظاهر شد. این فیلم در پانزدهمین دوره جشنواره فیلم فجر حضور داشت و حاتمی برای بازی در آن، دیپلم افتخار بهترین بازیگر نقش اول زن را دریافت کرد. لیلا در رای‌گیری ماهنامه فیلم، رتبهٔ اول بهترین بازیگر نقش اول زن را از دید منتقدان به دست آورد. داستین پوتمن دربارهٔ بازی حاتمی نوشت: «لیلا حاتمی در نقش محوری لیلا، که در هر صحنه‌ای ظاهر می‌شود، چیزی کم از تحسین ندارد و به شخصیت خود به یک اندازه «قدرت شگفت‌انگیز»، «آسیب‌پذیری اجتناب‌ناپذیر» و «ناامیدی مطلق» تزریق می‌کند. برخلاف اکثر فیلم‌های آمریکایی که در آنها همه چیز باید برای مخاطب توضیح داده شود، حاتمی تنها با یک حالت چهره مبهم، چیزهای بیشتری را بیان می‌کند که احتمالاً با کلمات قابل انتقال نیست.» او در سال ۱۳۷۶ برای بازی در این فیلم برندهٔ جایزه حافظ بهترین بازیگر زن شد. جف وایس، منتقد سینما از دزرت نیوز، لیلا حاتمی را در اولین حضور ستاره‌ساز خود در نقش اصلی زنی که به نام سنت و آداب و رسوم از نظر عاطفی رنج می‌برد، «چشمگیر» دانست.
حاتمی در سال ۱۳۷۷ در فیلم شیدا ساختهٔ کمال تبریزی نقش یک پرستار جوان و معصوم را ایفا کرد که در دوران جنگ، عاشق یک رزمنده نابینا می‌شود؛ و در مقابل او، پارسا پیروزفر در نقش پسری که چشمان او مجروح شده و بستری شده است، بازی می‌کند. این فیلم در هفدهمین دوره جشنواره فیلم فجر نمایش داده شد و حاتمی برای بازی در آن نامزد دریافت سیمرغ بلورین بهترین بازیگر زن شد. نقدها اکثراً بازی لیلا حاتمی را در نقش شیدا طبیعی، جذاب و متقاعدکننده توصیف کردند، به‌گونه‌ای که یکی از امتیازهای اصلی فیلم شیدا، بازی لیلا حاتمی است. ناصر صفاریان، منتقد سینما در یادداشتی دربارهٔ این فیلم می‌نویسد: «شیدا از آن فیلم‌هایی است که تماشاگر به خاطر خوب در نیامدن آن حسرت می‌خورد. چون کارگردانی خوبی دارد، و می‌توانسته با تکیه بر بازی خوب لیلا حاتمی و خلق فضاهای زیبای عاشقانه‌ای که دارد، فیلم خوبی باشد.» برخی معتقد بودند شباهت زیادی بین دو شخصیت لیلا و شیدا در فیلم‌های مهرجویی و تبریزی وجود دارد. لیلا حاتمی در مصاحبه‌ای هنگام اکران شیدا گفت: «انفعال لیلا و شیدا از یک جنس نیست.»
حاتمی در سال ۱۳۷۸ در مجموعه تلویزیونی کیف انگلیسی بازی کرد که در سال ۱۳۷۹ از شبکه یک پخش شد و حاتمی برای اولین بار حضور در قاب تلویزیون را تجربه کرد. او در سال ۱۳۸۰ برای بازی در آن برندهٔ جایزهٔ بهترین بازیگر زن فیلم و سریال از مسابقهٔ مردمی سومین جشنوارهٔ سیما شد. حاتمی در مصاحبه‌ای دربارهٔ حضورش در این سریال اذعان کرد که پیش از بازی در این سریال اضطراب داشته چون این نقش تاریخی بوده و نمی‌توانسته با آن ارتباط برقرار کند و از مدت‌ها قبل از شروع، سعی می‌کرده با خانم‌هایی که آن مقطع تاریخی را خوب می‌شناختند و فاصله کمی از نظر سنی با آن زمان داشتند، معاشرت کند.
وی در سال ۱۳۷۹ در فیلم آب و آتش از فریدون جیرانی در کنار پرویز پرستویی و آتیلا پسیانی نقش یک زن تن‌فروش را اجرا کرد که زیر سایه مردی سلطه‌جو مجبور است زندگی‌اش را به شیوه خاصی بگذراند. این فیلم نخستین فیلم پس از انقلاب است که نقش اصلی آن را زنی بدنام برعهده داشته و به همین خاطر واکنش‌های بسیاری را برانگیخت. حاتمی در سال ۱۳۸۰ برای بازی در این فیلم برندهٔ تندیس زرین بهترین بازیگر نقش اول زن از پنجمین جشن سینمای ایران شد. فریدون جیرانی دربارهٔ این فیلم می‌گوید: «من معتقدم لیلا حاتمی و آتیلا پسیانی در فیلم آب و آتش بهترین نقش‌هایشان را ارائه دادند.»

### دههٔ ۱۳۸۰: حضور پرکار و شکوفایی
دههٔ هشتاد سال‌های پرکار حاتمی بود و او در ۱۶ فیلم بازی کرد. وی در سال ۱۳۸۰ با فیلم‌های ایستگاه متروک به کارگردانی علیرضا رئیسیان، ارتفاع پست به کارگردانی ابراهیم حاتمی‌کیا و مربای شیرین به کارگردانی مرضیه برومند، در بیستمین دوره جشنواره فیلم فجر حضور داشت و برای بازی در ایستگاه متروک نامزد سیمرغ بلورین در رشتهٔ بهترین بازیگر نقش اول زن شد.
ایستگاه متروک همچنین در بیست و ششمین دورهٔ جشنوارهٔ بین‌المللی فیلم مونترآل به نمایش درآمد و در این جشنواره، با استقبال قابل توجهی روبرو شد. حاتمی هم برای نقش‌آفرینی‌اش در آن، جایزهٔ بهترین بازیگر زن را از این جشنواره کسب کرد. بازی لیلا حاتمی در ایستگاه متروک به لحاظ نازایی، شباهت‌هایی با نقش او در فیلم لیلا دارد و در برخی لحظات، سبک بازی او، تداعی‌کننده همان شخصیت است. اما در عین حال، تلاش وی برای فاصله گرفتن از آن نقش، قابل توجه است. پرداخت مستندگونه و بی‌واسطهٔ علیرضا رئیسیان نیز آن را با سبک استیلیزه مهرجویی، متفاوت ساخته است. رونی شیب، نویسنده و تهیه‌کننده آمریکایی در ورایتی، زیبایی و بازی ظریف لیلا حاتمی را مورد تحسین قرار داد و اظهار داشت که حاتمی به خاطر آن به درستی در مونترآل جایزه گرفته است. وینسنت موسِتو در نیویورک پست نوشت: «فیلمنامه شیرین، کارگردانی جذاب و بازی دلنشین لیلا حاتمی در نقش همسر غمگین، ایستگاه متروک را در فهرست فیلم‌هایی که باید ببینید قرار می‌دهد.» علیرضا رئیسیان دربارهٔ نقش لیلا حاتمی در این فیلم گفته است: «خانم حاتمی اولین و تنها انتخاب من بود برای این نقش. چهرهٔ ایشان در عین سردی دارای معصومیت است و این دقیقاً همان ویژگی اصلی نقش است.»
حاتمی در ارتفاع پست به کارگردانی ابراهیم حاتمی‌کیا، نقش یک زن جنوبی حامله به نام نرگس را در کنار حمید فرخ‌نژاد ایفا کرد که به همراه همسر و خانواده‌اش اقدام به هواپیماربایی می‌کنند. لیلا صادقی نقش نرگس را نقطه قوت و کمال فیلم توصیف کرد. حاتمی در مصاحبه‌ای دربارهٔ بازی در این فیلم گفت: «موقع فیلمبرداری ارتفاع پست یادم هست آقای حاتمی‌کیا بیشتر حرف‌هایش را با واسطه می‌زد که این زیاد برایم خوشایند نبود. بیشتر تجربه‌های من سر فیلمبرداری ارتفاع پست تلخ بود.» او در سال ۱۳۸۱ برای بازی در ارتفاع پست نامزد تندیس زرین بهترین بازیگر زن در ششمین جشن سینمای ایران شد. حاتمی در سال ۱۳۸۲ در فیلم سیمای زنی در دوردست ساختهٔ علی مصفا نقش یک زن جوان را بازی کرد که از پیچیدگی رفتاری برخوردار است و در پیشبرد داستان نقش مهمی دارد. این فیلم در سال ۱۳۸۴ در چهلمین دورهٔ جشنواره بین‌المللی فیلم کارلووی واری در بخش مسابقهٔ این جشنواره به نمایندگی از سینمای ایران حضور داشت. لسلی فلپرین در ورایتی، بازی لیلا حاتمی را «وهم‌آلود» و «بیش از پیش تأثیرگذار» توصیف کرد.
وی در سال ۱۳۸۳ در فیلم سالاد فصل از فریدون جیرانی نقش زنی را بازی کرد که از طبقات پایین شهر است و برای تأمین هزینه‌های عمل پدرش دست به دزدی می‌زند و درگیر موقعیت‌های پیچیده‌ای می‌شود. این فیلم در بیست و سومین دوره جشنواره فیلم فجر اکران شد و حاتمی برای بازی در آن نامزد سیمرغ بلورین بهترین بازیگر نقش اول زن شد. بازی لیلا حاتمی درکنار خسرو شکیبایی در این فیلم مورد توجه قرار گرفت. او در همان سال در حکم از مسعود کیمیایی نقش دختر معصومی که بر اثر بلاهایی که بر سرش آمده به فردی پرخاشگر و خشن تبدیل شده را بازی کرد. حکم نقدهای مختلفی از سوی منتقدان دریافت کرد. در سال ۱۳۸۵ حاتمی برای بازی در حکم نامزد دریافت جایزهٔ حافظ بهترین بازیگر زن در نهمین دوره جشن حافظ شد.
حاتمی در سال ۱۳۸۳ در فیلم شاعر زباله‌ها به کارگردانی محمد احمدی حضور یافت. او در این فیلم نقش دختری جوان، زیبا و افسرده را بازی می‌کند که با زباله‌گردی جوان و عاشق ادبیات، درگیر می‌شود. حاتمی در این فیلم دیالوگ‌های کمی دارد، اما حضورش در صحنه‌هایی بسیار تأثیرگذار است. او با نگاه‌ها و حرکات ظریف خود، احساسات و پیچیدگی‌های شخصیت را به خوبی منتقل می‌کند. این فیلم توانست در سال ۱۳۸۵ در جشنواره فیلم میلان حضور یابد و در این مراسم، جایزهٔ بهترین فیلم از نگاه تماشاگران را به خود اختصاص بدهد. امیر پوریا، منتقد سینما دربارهٔ بازی حاتمی گفت: «بازی مسلط و حرفه‌ای لیلا حاتمی مکمل آن چیزی است که خواسته و نظر مخملباف و احمدی در نشان دادن فضای فیلم و تأثیرگذاری مورد نظر است.»
حاتمی در سال ۱۳۸۵ به‌عنوان یکی از اعضای هیئت داوران بخش اصلی چهل و یکمین دورهٔ جشنواره بین‌المللی فیلم کارلووی واری انتخاب شد و در کنار افرادی همچون گوران پاسکالیویچ، بنت هامر، کارل رودن و یولیوش ماخولسکی داوری کرد.
در سال ۱۳۸۶، حاتمی در مجموعهٔ تلویزیونی پریدخت به کارگردانی سامان مقدم نقش آفرید. این سریال در مقطعی از سال ۱۳۲۰ جریان پیدا می‌کند و تا سال ۱۳۳۴ ادامه می‌یابد و داستان زندگی دختری به نام پریدخت است که دو خواستگار به نام‌های نادر و نصرت با بازی علی مصفا و کامبیز دیرباز دارد. محمدتقی فهیم و کامل نوروزی، منتقدان سینمایی معتقد که لیلا حاتمی به خوبی از ایفای این نقش برآمده است. سامان مقدم دربارهٔ بازی لیلا حاتمی که انتقادهایی را موجب شده بود، گفت: «من به این انتقادها اعتقاد ندارم و از بازی لیلا حاتمی دفاع می‌کنم. پریدخت اصولاً شخصیت کم حرفی بود؛ این سکوت و این نگاه‌ها مختص چنین نقشی بود و همان چیزی بود که من می‌خواستم. لیلا حاتمی اجرای فوق‌العاده‌ای داشت؛ ممکن است تماشاگر عادت دیگری داشته باشد، ولی این عادت نمی‌تواند دلیل قابل قبولی برای این انتقادها باشد.»
حاتمی در سال ۱۳۸۶ در هر شب تنهایی ساختهٔ رسول صدرعاملی نقش زنی مبتلا به سرطان به‌نام عطیه را بازی کرد که با ترس و ناامیدی گرفتار شده و دلیلی برای ادامهٔ زندگی‌اش نمی‌بیند. آرش خوشخو، منتقد سینما بازی حاتمی در این فیلم را «یکی از بهترین نقش‌آفرینی‌های زنان تاریخ سینمای ایران» توصیف کرد و دربارهٔ آن نوشت: «لیلا حاتمی آرام و غمزده، در سکوت یا هنگام گفتن دیالوگ، نوعی از بازیگری را رقم می‌زند که از سقف و ظرفیت سینمای ایران فراتر است.» الهام طهماسبی، منتقد سینما در روزنامه اعتماد درخصوص بازی حاتمی نوشت: «چیزی که پس از شخصیت‌پردازی ظریف و زیبای عطیه به آن هویت داده، بازی دلنشین و دیدنی لیلا حاتمی است که در کنار کارگردانی استادانه صدرعاملی، توانسته یکی از بهترین بازی‌های سینمایی‌اش را ارائه دهد.» صدرعاملی در یک مصاحبه تلویزیونی دربارهٔ بازی حاتمی در هر شب تنهایی گفت: «قرار بود در این فیلم هدیه تهرانی بازی کند که به دلیل بیماری نتوانست و لیلا حاتمی را انتخاب کردم و بعداً دیدم من اشتباه کرده بودم و لیلا از اول مناسب این نقش بوده است.» هر شب تنهایی در سال ۱۳۸۹ در کشور زیمبابوه به نمایش درآمد و حاتمی برای بازی در آن برندهٔ جایزه بهترین بازیگر زن از جشنواره بین‌المللی فیلم زیمبابوه شد.

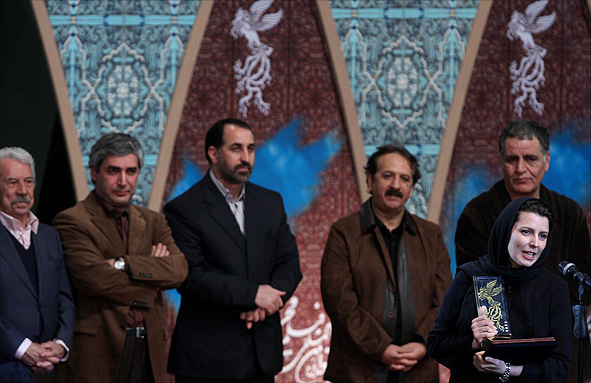
تقدیر از او در اختتامیهٔ جشنواره فیلم فجر ۱۳۸۷

او در سال ۱۳۸۶ در بی‌پولی به کارگردانی حمید نعمت‌الله نقش زنی ساده‌لوح به نام شکوه را بازی کرد که پس از ازدواج با طراح لباس جوان و مغروری با بازی بهرام رادان که یکباره از کار بیکار می‌شود، زندگی فقیرانه‌ای را پیش می‌گیرد. این فیلم در سال ۱۳۸۷ در بیست و هفتمین دوره جشنواره فیلم فجر نمایش داده شد و برای حاتمی سیمرغ بلورین بهترین بازیگر نقش اول زن را به ارمغان آورد. حاتمی در این فیلم برای نخستین بار نقشی با رگه‌هایی از کمدی و یکی از متفاوت‌ترین نقش‌های خود را در تمام دوران بازیگری‌اش ایفا می‌کند؛ نقش‌آفرینی‌ای که در آن سیر تحولی شخصیت نیز به تصویر کشیده شده است. او تغییر تدریجیِ شکوه از همسری مطیع و ساده به زنی بهانه گیر و سرکش را به بهترین شکل ایفا کرده است. محمدرضا محقق در خبرگزاری دانشجو، نقش لیلا حاتمی در این فیلم را نقشی عمیقاً سخت دانست که او در آن خوش درخشیده است. بی‌پولی از ۲۵ شهریور ۱۳۸۸ روی پرده رفت و با جذب ۴۶۵ هزار و ۹۰۳ تماشاگر، دهمین فیلم پرفروش سال شد. نغمه دانش، منتقد سینما بازی لیلا حاتمی را یکی از نقاط قوت فیلم دانست. حاتمی برای بازی خود در این فیلم، برندهٔ جایزه بهترین بازیگر نقش اول زن از سومین دورهٔ جشن منتقدان و نویسندگان سینمایی ایران شد.
حاتمی در سال ۱۳۸۷ در فیلم شیرین از عباس کیارستمی حضور یافت. شیرین واکنش‌های ۱۱۳ بازیگر زن سینما در برابر تماشای نسخهٔ سینمایی داستان خسرو و شیرین در سالنی فرضی را روایت می‌کند. حاتمی دربارهٔ بازی در این فیلم گفته است: «بیشترین تلاشم را کردم که در شیرین همکاری نکنم که بتوانم تأثیر خودم را داشته باشم و عباس کیارستمی این را خیلی خوب فهمید. به نظرم او بیش از هر چیزی باهوش بود.»
او در سال ۱۳۸۸ با فیلم‌های پرسه در مه و چهل‌سالگی در بیست و هشتمین دوره جشنواره فیلم فجر حضور داشت و برای بازی در چهل‌سالگی نامزد سیمرغ بلورین بهترین بازیگر نقش اول زن شد. حاتمی در چهل‌سالگی نقش نگار تمدن، زنی متأهل درون‌گرا و در آستانه ۴۰ سالگی را بازی می‌کند که آرامش ذهن‌اش، با ورود مرد محبوب دوران جوانی‌اش به زندگی‌اش به هم می‌ریزد. رضا احسان‌پور در جوان آنلاین دربارهٔ بازی حاتمی نوشت: «به نظر من شخصیت نگار در این فیلم می‌توانست بسیار شبیه شخصیت لیلا حاتمی در فیلم لیلا باشد. زنی با کشمکش‌های درونی و در عین حال آرام. ولی چرا این، آن نشده است و چرا حاتمی نتوانسته آن بازی درخشان را حداقل تکرار کند، جای سؤال دارد.» مهرزاد دانش در ماهنامه فیلم بازی حاتمی را یکی از امتیازهای اجرایی فیلم دانست. مازیار فکری ارشاد، منتقد سینما در خصوص بازی حاتمی گفت: «لیلا حاتمی بازیگر خوبی است. او مدتی است به میانسالی پا گذاشته و در این سال‌ها در دو نقش به عنوان زن میانسال، بازی کرده است. یکی پرسه در مه و دیگری همین چهل‌سالگی. به نظر من می‌توان گفت که برهه تازه‌ای در زندگی هنری و بازیگری لیلا حاتمی آغاز شده و در ایفای این نوع نقش نیز موفق است.»
حاتمی در پرسه در مه نقش یک بازیگر تئاتر به نام رؤیا را ایفا می‌کند و شهاب حسینی در مقابل او، نقش همسر رؤیا را بازی می‌کند که سعی دارد یک قطعه موسیقی مهم بسازد اما نمی‌تواند و این باعث افسردگی و به هم ریختن اعصابش می‌شود. محمد جلیلوند در ایرنا معتقد است که لیلا حاتمی در این فیلم به خوبی توانسته نگرانی‌های رؤیا را به نمایش بگذارد و تماشاگران را به همذات‌پنداری با خود فرا بخواند. در سال ۱۳۸۹ او برای بازی در این فیلم نامزد تندیس زرین بهترین بازیگر نقش اول زن در چهاردهمین جشن سینمای ایران شد. منتقد سینمایی در ماهنامه فیلم معتقد است که حاتمی نوعی سکوت در جای‌جای بازی‌اش قرار می‌دهد تا نوعی متانت و صبوری به شخصیت رؤیا ببخشد.
حاتمی در سال ۱۳۸۸ در چیزهایی هست که نمی‌دانی بازی کرد. در این فیلم علی مصفا در نقش راننده آژانسی بازی می‌کند که میان مسافرهای ثابت او، زن جوانی هست که اتفاقاتی در طول راه، آن‌ها را به هم نزدیک می‌کند. این فیلم در بخش مسابقهٔ رسمی چهل و پنجمین دورهٔ جشنواره بین‌المللی فیلم کارلووی واری به نمایش درآمد و تقدیرنامهٔ هیئت داوران این بخش جشنواره را کسب کرد. مارک آدامز، منتقد سینمایی در اسکرین دیلی، لیلا حاتمی در نقش مسافر همیشگی که کم‌کم به راننده نزدیک‌تر می‌شود را «مؤثر و به‌یادماندنی» خواند و معتقد است این واقعیت که حاتمی و مصفا در زندگی واقعی زن و شوهر هستند و قبلاً با هم بازی کرده‌اند، به فیلم حس گرمای واقعی می‌دهد. پرویز جاهد، منتقد فیلم دربارهٔ بازی حاتمی در بی‌بی‌سی نوشت: «لیلا حاتمی در نقش زنی اسرارآمیز که ناگهان مثل سایه بر سر راه علی قرار می‌گیرد و با رمز و رازی که با خود دارد و زیبایی و گرمی کلامش، او را تحت تأثیر قرار می‌دهد، یکی از بهترین بازی‌های تمام عمرش را ارائه می‌کند.»
حاتمی در سال ۱۳۸۹ در سعادت‌آباد، به کارگردانی مازیار میری نقش یاسی، زنی در تدارک جشن تولد برای همسرش را ایفا کرد که در این مهمانی اختلافاتی پیش می‌آید و باعث درگیری می‌شود. حامد بهداد، مهناز افشار، امیر آقایی و هنگامه قاضیانی از دیگر بازیگران این فیلم هستند. او در همان سال در جدایی نادر از سیمین ساختهٔ اصغر فرهادی، نقش سیمین، معلمی را بازی کرد که به دنبال طلاق است زیرا زندگی بهتری برای دخترش نسبت به آنچه در ایران با سخت‌گیری‌های مذهبی، اجتماعی و جنسیتی است، می‌خواهد، اما شوهرش، نادر با او مخالف است و قصد دارد در ایران بماند زیرا نگران حال پدر بیمارش است که به مراقبت نیاز دارد. پیمان معادی، شهاب حسینی و ساره بیات دیگر بازیگران این فیلم هستند. این فیلم‌ها در بیست و نهمین دوره جشنواره بین‌المللی فیلم فجر اکران شدند و حاتمی برای ایفای‌نقش در جدایی نادر از سیمین نامزد سیمرغ بلورین بهترین بازیگر نقش اول زن شد. چیزهایی هست که نمی‌دانی در بخش نگاه نو حضور داشت و حاتمی در این بخش جشنواره برای بازی در این فیلم نامزد جایزه بهترین بازیگر نقش اول زن شد. جدایی نادر از سیمین در شصت و یکمین جشنواره بین‌المللی فیلم برلین به نمایش درآمد و برندهٔ جایزهٔ خرس طلایی بهترین فیلم شد. حاتمی نیز به صورت مشترک با ساره بیات و سارینا فرهادی برندهٔ خرس نقره‌ای برای بهترین بازیگر زن از این جشنواره شد.

### دههٔ ۱۳۹۰: نقطه اوج

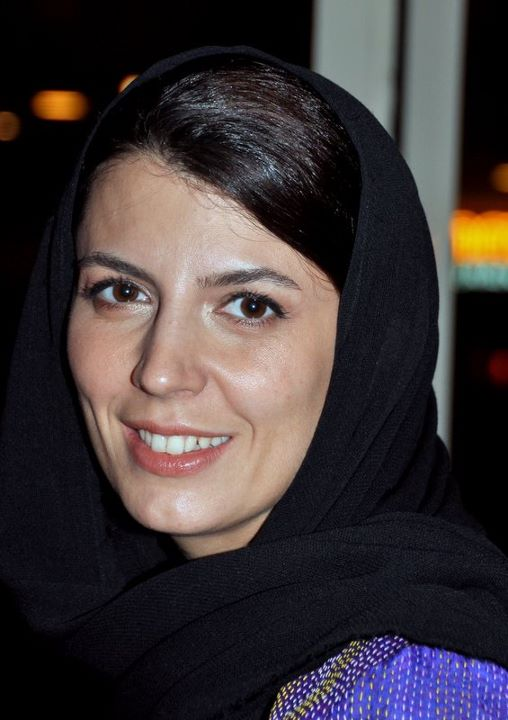
حاتمی در سال ۲۰۱۱

نقش‌آفرینی حاتمی در جدایی نادر از سیمین مورد تحسین و توجه منتقدان سینما قرار گرفت. این فیلم علاوه بر ایران در چندین کشور دیگر نیز روی پرده رفت. بازی حاتمی در این فیلم درکنار موفقیت‌های جهانی آن، او را در عرصهٔ سینمای جهان، بیشتر شناساند و شهرت بین‌المللی را برای او به ارمغان آورد. او جایزهٔ فیبرشی بهترین بازیگر زن را به‌طور مشترک با مریلا زارعی، ساره بیات و سارینا فرهادی برای بازی در این فیلم از بیست و سومین دورهٔ جشنواره بین‌المللی فیلم پام اسپرینگز کسب کرد. این فیلم در در ششمین دوره جوایز فیلم آسیایی چهار جایزه دریافت کرد و حاتمی نیز برای بازی در این فیلم نامزد جایزه بهترین بازیگر زن شد. این فیلم که برندهٔ اسکار بهترین فیلم غیر انگلیسی‌زبان سال ۲۰۱۲ گردید، در کل پیش از پنجاه و پنج جایزهٔ بین‌المللی از جمله گلدن گلوب و جایزه سزار را دریافت کرد. این فیلم توسط نشریه گاردین در فهرست ۱۰۰ فیلم برتر سینمای جهان که از سال ۲۰۰۰ میلادی تا کنون ساخته شده‌اند قرار گرفته است. ایندی‌وایر لیلا حاتمی را برای بازی در این فیلم سزاوار دریافت جایزه اسکار دانست و حاتمی را بابت نمایش استیصال در نقش زنی مصمم که دنبال در دست گرفتن کنترل زندگی خویش است، بدون اینکه در آن دچار زیاده‌روی شود، تحسین کرد. وبگاه کلایدر در سال ۲۰۲۳ یک فهرست با عنوان «۱۱ نقش‌آفرینی بازیگران فیلم‌های غیرانگلیسی زبان تاریخ جوایز اسکار که علی‌رغم ارزش هنری فوق‌العاده، نادیده گرفته شدند» منتشر کرد و نام لیلا حاتمی را برای فیلم جدایی نادر از سیمین در رتبهٔ ۱۰ قرار داد. داگلاس لمن، نویسندهٔ این مقاله در ستایش بازی حاتمی نوشت: «افسوس که آکادمی اسکار کمی توجه به بازی‌های این فیلم، به ویژه لیلا حاتمی در نقش سیمین نداشت. نقش‌آفرینی او در فیلم جدایی ارزشی فراتر از نامزدی بهترین بازیگر زن را دارد. کافی است دقت کنید که او چقدر زبان بدن و جهان بینی سیمین را در به تصویر کشیدن این شخصیت که با قاضی دربارهٔ دلایلش برای طلاق صحبت می‌کند، تثبیت می‌کند. حاتمی شخصیت سیمین را به عنوان فردی کاملاً قابل درک به تصویر می‌کشد که نمی‌توانید از او دور شوید.»
حاتمی در سال ۲۰۱۱ در یازدهمین دورهٔ جشنواره بین‌المللی فیلم مراکش به‌عنوان یکی از اعضای هیئت داوران بخش مسابقه اصلی به ریاست جسیکا چستین فعالیت کرد. وی در همان سال در سی و هفتمین دوره جشنواره فیلم آمریکایی دوویل به‌عنوان یکی از اعضای هیئت داوران بخش مکاشفه به ریاست ساموئل بنشتریت حضور یافت.
حاتمی در سال ۱۳۹۰ با فیلم‌های پله آخر ساختهٔ علی مصفا و نارنجی‌پوش ساختهٔ داریوش مهرجویی در سی‌امین دوره جشنواره فیلم فجر حضور داشت. او برای نارنجی‌پوش نامزد سیمرغ بلورین در رشتهٔ بهترین بازیگر نقش اول زن شد و برای پله آخر نامزد سیمرغ بلورین در رشتهٔ بهترین طراحی صحنه و لباس شد. نارنجی‌پوش چهارمین و آخرین همکاری حاتمی با داریوش مهرجویی بود. او در این فیلم در نقش یک نابغه ریاضی که برای تصاحب فرزندش و مهاجرت با او تلاش می‌کند، ظاهر می‌شود و مقابل او، حامد بهداد نقش همسرش را بازی می‌کند.
حاتمی در پله آخر در مقابل علی مصفا نقش یک ستاره سینما را ایفا می‌کند که طی حادثه‌ای شوهرش مرده و او درحال ایفای‌نقش جلوی دوربین مدام ناخواسته به خنده می‌افتد. پله آخر در چهل و هفتمین دورهٔ جشنواره بین‌المللی فیلم کارلووی واری یکی از فیلم‌های بخش مسابقهٔ رسمی بود و حاتمی از این جشنواره، جایزهٔ گوی بلورین بهترین بازیگر زن را برای نقش‌آفرینیِ خود در این فیلم کسب کرد. منتقد سینمایی از هالیوود ریپورتر معتقد است که حاتمی در این فیلم بیش از هر زمان دیگری شبیه به جوانی ایزابلا روسلینی به نظر می‌رسد. کریگ متیسون، منتقد فیلم درمورد بازی حاتمی نوشت: «چیزی در مورد خطوط چهرهٔ او وجود دارد؛ او گونه‌های برجسته و پرمعنایی دارد که وقتی ویژگی‌هایش با حجاب هماهنگ می‌شود، لحنی از باورپذیری جدی به خود می‌گیرد.» نیل کورال، منتقد سینما دربارهٔ بازی او می‌نویسد: «لیلا حاتمی نقش خود را به زیبایی بازی می‌کند؛ گاهی در آستانه فروپاشی، گاهی عصبانی، و گه‌گاه با مالیخولیای پنهان.» این فیلم در هفدهمین جشنواره بین‌المللی فیلم کرالا به نمایش درآمد و جایزهٔ ویژه هیئت داوران این جشنواره را از آن خود کرد.
حاتمی در سال ۲۰۱۲ یکی از اعضای هیئت داوران بخش اصلی هفتمین دورهٔ جشنواره فیلم رم به ریاست جف نیکولز بود و به‌عنوان رئیس هیئت داوران پنجمین دورهٔ جشنواره فیلم کاستندورف نیز خدمت کرد. سال ۱۳۹۱ او در فیلم‌های آشنایی با لیلا و سربه‌مهر بازی کرد و برای آشنایی با لیلا برندهٔ جایزه بهترین بازیگر زن از ششمین دورهٔ جشنواره فیلم‌های ایرانی سانفرانسیسکو شد. مصطفی جلالی فخر در ماهنامه فیلم بازی حاتمی در آشنایی با لیلا را «مثل همیشه، خوب» ارزیابی کرد و خوبی‌اش را در این دانست که او برای بازی کردنش تلاش نمی‌کند.
نقش حاتمی در سربه‌مهر، دختری به نام صبا است که یک‌باره نمازخوان می‌شود اما چون تاکنون نمازخوان نبوده و همه این را می‌دانند، از این موضوع خجالت می‌کشد و سعی می‌کند آن را پنهان کند. نقش‌آفرینی حاتمی در این فیلم با استقبال و تحسین منتقدان روبه‌رو شد و مورد پسند منتقدانی چون کیوان کثیریان قرار گرفت. مجید اسلامی در همشهری ۲۴ نوشت که از بازی لیلا حاتمی در فیلم سربه‌مهر شگفت‌زده شده و به‌همراه حسین معززی‌نیا و چندین منتقد دیگر، شخصیت زن فیلم سربه‌مهر را از جذاب‌ترین شخصیت‌های فیلم‌های جشنواره فجر ۱۳۹۱ عنوان کردند. یک منتقد در نشست نقد این فیلم در فرهنگسرای ارسباران گفت: «این فیلم دو انتخاب خوب دارد که یکی از آن‌ها به زمان فیلم مربوط می‌شود و دیگری هم انتخاب لیلا حاتمی است که هیچ‌کس دیگری را نمی‌توانم جای او در این نقش تصور کنم.» حاتمی برای بازی در سربه‌مهر جایزهٔ بهترین بازیگر نقش اول زن را از سی و یکمین جشنواره فیلم فجر در کرمانشاه دریافت کرد. از نظر جبار آذین، منتقد و مدرس سینما، بار اصلی بازیگری سربه‌مهر بر دوش لیلا حاتمی است و او هم توانسته به خوبی نقش را درک کند و یک بازی متفاوت از خود به نمایش گذارد.

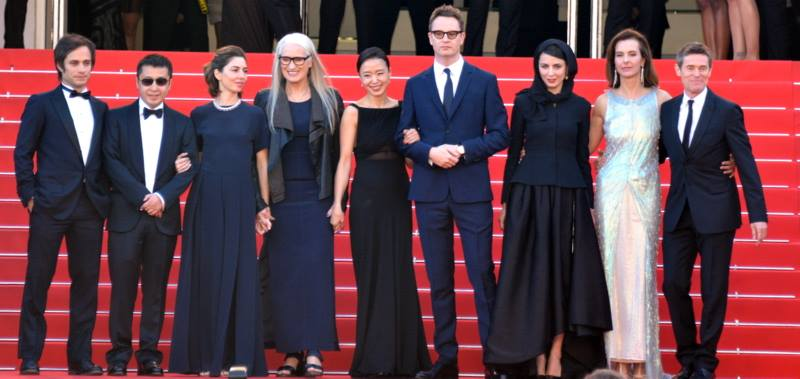
حاتمی در کنار هیئت داوران جشنواره فیلم کن ۲۰۱۴ در مراسم اختتامیهٔ این جشنواره

حاتمی در سال ۲۰۱۴ در شصت و هفتمین جشنواره فیلم کن به‌عنوان یکی از اعضای هیئت داوران بخش اصلی انتخاب شد و در کنار هنرمندانی چون جین کمپیون، کارول بوکه، سوفیا کوپولا، گائل گارسیا برنال و نیکلاس وندینگ رفن به داوری آثار جشنواره پرداخت.
حاتمی در سال ۱۳۹۳ با حکم حجت‌الله ایوبی — معاون وزیر و رئیس سازمان سینمایی — به‌عنوان یکی از اعضای هیئت امنای مدرسه ملی سینمای ایران منصوب شد. او در سال ۱۳۹۳ در در دنیای تو ساعت چند است؟ نقش گُلی ابتهاج، زنی که از فرانسه به ایران می‌آید تا بعد از سال‌ها به زادگاهش سر بزند را بازی کرد که با ورود او به رشت، خاطراتِ گذشته دوباره به سراغش می‌آیند. این فیلم در نوزدهمین دورهٔ جشنواره بین‌المللی فیلم بوسان به نمایش درآمد. منتقد سینمایی در هالیوود ریپورتر حاتمی را در این فیلم «خودِ برازندهٔ همیشگی‌اش» توصیف کرد که به اندازه کافی سایه به لیلا می‌دهد و به همان اندازه همدل و معمایی است. حاتمی در همان سال در دروران عاشقی نقش وکیل جوانی به نام بیتا را مقابل شهاب حسینی بازی کرد که همسرش مرتکب خیانت شده و وقتی بیتا این را می‌فهمد، درگیر ماجراهایی می‌شوند. این فیلم در سی و سومین دوره جشنواره فیلم فجر به نمایش درآمدند و حاتمی برای بازی در آن نامزد سیمرغ بلورین بهترین بازیگر نقش اول زن شد.
حاتمی سال ۱۳۹۴ در فیلم من ساختهٔ سهیل بیرقی نقش زنی خلافکار را بازی کرد. از دید حمیدرضا گرشاسبی، لیلا حاتمی در این نقش اکت می‌کند و میمیک می‌سازد و برای تماشاگر آشکار می‌شود که قرار است با شخصیتی مسلط طرف باشد. سهیل بیرقی درخصوص انتخاب لیلا حاتمی برای این نقش گفت: «خانم حاتمی باهوش‌ترین بازیگر زن ایران است. او را انتخاب کردم چون هیچ‌چیز او شبیه یک زن خلافکار نبود. همیشه از معصومیت و شکنندگی ایشان بدم می‌آمد. تصمیم گرفتم که او یک بار شکننده نباشد و موجب شکستن دیگران شود.» حاتمی در سال ۱۳۹۵ برای بازی در این فیلم، جایزهٔ بهترین بازیگر زن از دهمین دورهٔ جشن منتقدان و نویسندگان سینمای ایران و تندیس بهترین بازیگر زن از اولین جشن روزنامه سینما را کسب کرد. این فیلم در ششمین دورهٔ جشنوارهٔ فیلم‌های ایرانی استرالیا اکران شد و حاتمی برای نقش‌آفرینی خود، جایزهٔ انار طلایی بهترین بازیگر زن را از این جشنواره کسب کرد.

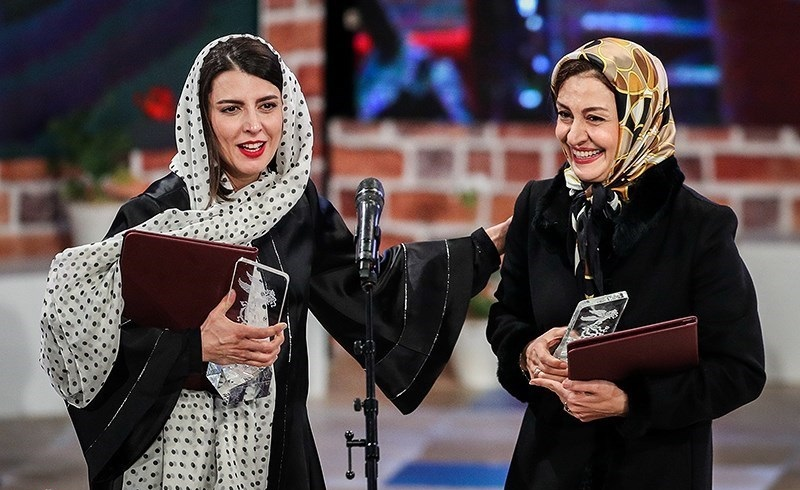
مریلا زارعی و لیلا حاتمی در اختتامیهٔ جشنواره فجر ۱۳۹۵

او در سال ۱۳۹۴ با بازی در رگ خواب برای دومین بار با حمید نعمت‌الله همکاری کرد و در این فیلم نقش زنی آسیب‌پذیر به نام مینا را بازی می‌کند که در برخورد با دیگران دچار اضمحلال می‌شود. حاتمی اظهار کرد که این نقش برایش بسیار آشنا و ملموس بوده و هیچ چیز دور از ذهنی دربارهٔ آن وجود نداشته که نیازمند تحقیق و پژوهش باشد. این فیلم برای نخستین بار در سی و پنجمین دوره جشنواره فیلم فجر به نمایش درآمد و دومین سیمرغ بلورین بهترین بازیگر نقش اول زن را برای حاتمی به همراه داشت. مصطفی جلالی فخر، منتقد سینما نقش مینا را «یکی از جذاب‌ترین و پیچیده‌ترین و ملموس‌ترین شخصیت‌های دههٔ اخیر سینمای ایران» توصیف کرد و اعتقاد داشت که این نقش اساساً بدون لیلا حاتمی قابل‌تصور نیست. محسن جعفری راد در ماهنامه فیلم، با اشاره به مواقعی که حاتمی در فیلم پلک نمی‌زند، درخصوص بازی او نوشت: «خیرگی به مدت طولانی و پلک نزدن، مهم‌ترین ویژگی چشمان لیلا حاتمی در رگ خواب است که از آن می‌توان به عنوان کلید ورود به بازی او یاد کرد.» منتقد سینمایی در فرهنگ امروز دربارهٔ بازی حاتمی نوشت: «بازی بسیار خوب لیلا حاتمی، نقش بسیاری در پرداخت شخصیت مینا و باورپذیری وضعیت‌های مختلف او دارد.» شیرین جاهد، حضور قوی و سبک بازی احساسی و ظریف حاتمی را تحسین کرد و او را حتی بالاتر از یکی از بهترین بازیگران زن دانست. او در سال ۱۳۹۶ برای بازی در این فیلم، جایزه بهترین بازیگر نقش اول زن از یازدهمین دوره جشن منتقدان و نویسندگان سینمایی ایران و تندیس زرین بهترین بازیگر نقش اول زن از نوزدهمین جشن سینمای ایران را دریافت کرد. حاتمی در سال ۱۳۹۷ برای بازی در این فیلم برندهٔ جوایز بهترین بازیگر زن از هجدهمین دوره جشن حافظ، هفتمین دوره جشنواره فیلم‌های ایرانی استرالیا و نخستین دوره جایزه آکادمی سینما سینما شد.
وی در سال ۱۳۹۵ در فیلم حکایت دریا به کارگردانی بهمن فرمان‌آرا حضور پیدا کرد. این فیلم در بخش رقابتی یازدهمین دورهٔ جشنواره بین‌المللی شرق و غرب کشور روسیه به روی پرده رفت، و در بیست و پنجمین دورهٔ جشنواره بین‌المللی فیلم ملاقات با جنون در تورنتو کانادا به نمایش گذاشته شد. او سال ۱۳۹۶ در فیلم بمب؛ یک عاشقانه به کارگردانی پیمان معادی بازی کرد که نخستین‌بار در سی و ششمین دوره جشنواره فیلم فجر به نمایش درآمد. این فیلم در سال ۱۳۹۷ در دوازدهمین دورهٔ جشنواره فیلم آسیا پاسیفیک، در شاخهٔ بهترین فیلمنامه جوایز آسیا پاسیفیک نامزد دریافت جایزه شد.
حاتمی در سال ۱۳۹۶ با ایفای نقش بازیگری به نام شیوا مهاجر در کمدی سیاه خوک ساختهٔ مانی حقیقی، با حسن معجونی همبازی بود و نخستین فیلم کمدی خود را بازی کرد. این فیلم برای نخستین بار در در شصت و هشتمین جشنواره بین‌المللی فیلم برلین، به عنوان نمایندهٔ سینمای ایران در بخش اصلی، به نمایش درآمد. لیلا حاتمی در نشست خبری فیلم در این جشنواره، انتقاد فیلم از جامعه سینمایی ایران را نکته مثبت آن دانست. مانی حقیقی در گفت‌وگو با ورایتی درمورد همکاری با لیلا حاتمی گفت: «از آنجا که او همیشه در درام‌هایی جدی با مفاهیم سطح بالا بازی کرده است، هرگز فرصتی برای نشان دادن جنبه بسیار گرم و خنده‌دار شخصیتش که من از آن مطلع هستم، نداشته است.» منتقد سینمایی در ماهنامه فیلم، حضور لیلا حاتمی را از نکات قابل توجه فیلم دانست و معتقد است حاتمی مثل همیشه زیبا و دیدنی است اما متفاوت نیست. این فیلم توانست جایزه بهترین فیلم جشنواره گرولاند را از آن خود کند و در جشنواره فیلم سیدنی نیز به روی پرده رفت و مورد استقبال منتقدان و تماشاگران قرار گرفت.
در سال ۱۳۹۷، حاتمی به گروه صداپیشگان آخرین داستان به کارگردانی اشکان رهگذر پیوست. این فیلم بر اساس داستانی از شاهنامه ساخته شده و حاتمی در آن صداپیشگی شهرزاد، دخترِ جمشید را برعهده داشت. او همان سال در مردی بدون سایه با ایفای نقش زنی به نام سایه که به‌عنوان مترجم در یک شرکت پولشویی مشغول به کار می‌شود، چهارمین همکاری‌اش را با علیرضا رئیسیان انجام داد و در این فیلم با علی مصفا، امیر آقایی و گوهر خیراندیش همبازی بود. علیرضا رئیسیان درخصوص نقش حاتمی گفته است: «چون می‌دانستم حاتمی به اسپانیایی مسلط نیست می‌خواستم از یک بازیگر خارجی بازی بگیرم اما او مخالفت کرد و در ناباوری ظرف چند روز زبان اسپانیایی یادگرفت.» از دید محمدرضا مقدسیان، منتقد سینما لیلا حاتمی در این فیلم مثل قالب آثار پیشین رئیسیان، نه چندان خارق‌العاده، اما قابل اعتنا و به قاعده ظاهر شده است و این شاید تنها نکته برجسته و قابل اهمیت مردی بدون سایه است. وی در همان سال با بازی در ما همه با هم هستیم برای دومین بار با کمال تبریزی همکاری کرد و دومین فیلم کمدی کارنامه هنری‌اش را بازی کرد که حضوری کوتاه در سکانس‌های مختلف در نقش رئیس یک شرکت هواپیمایی داشت.
حاتمی در سال ۱۳۹۷ در مجموعهٔ نمایش خانگی نهنگ آبی به کارگردانی فریدون جیرانی بازی کرد، اما پس از پایان فیلمبرداری قسمت دهم این سریال، به دلیل سطحی‌بودن نقش خود، از این پروژه کناره‌گیری کرد. پس از پخش سریال، علی احمدزاده، کارگردان فیلم مادر قلب‌اتمی (۱۳۹۳) مدعی شد که کلاه‌گیس و گریم استفاده شده برای لیلا حاتمی در این سریال همان کلاه‌گیس و گریم استفاده شده برای ترانه علیدوستی در فیلم اوست و با توجه به اینکه طراح گریم هر دو پروژه، سعید ملکان است، به تندی از او انتقاد کرد و خطاب به لیلا حاتمی نوشت: «کلاهی که امروز بر سر شماست بخشی از هویت یک کاراکتر است که قبل‌ها طراحی شده، خریداری شده و نمایش داده شده است»

### ۱۴۰۰–اکنون

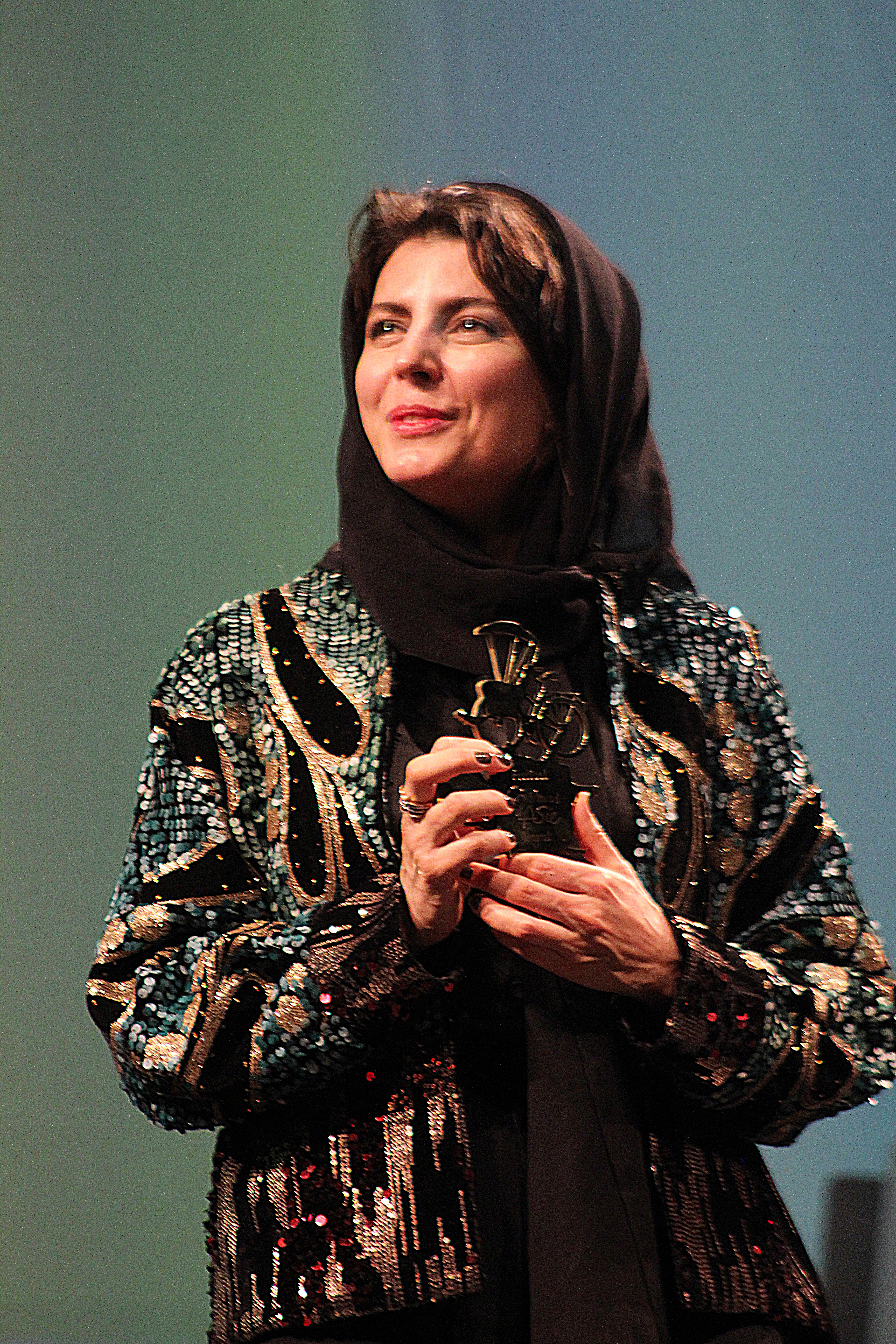
حاتمی در جشنواره بین‌المللی فیلم‌های آسیایی وزول ۲۰۲۲

حاتمی در سال ۲۰۲۲ به‌عنوان رئیس هیئت داوران بیست و هشتمین دورهٔ جشنواره بین‌المللی فیلم‌های آسیایی وزول انتخاب شد و جایزهٔ دوچرخه طلایی افتخاری این جشنواره را دریافت کرد. او در سال ۱۴۰۰ زنان مختلفی را در فیلم تصور به تصویر کشید. تصور یکی از هفت فیلم منتخب برای رقابت در بخش هفتهٔ منتقدان در جشنوارهٔ فیلم کن ۲۰۲۲ بود. رافا سیلز راس، منتقد سینما اعتقاد دارد که لیلا حاتمی در این فیلم عملکردی عالی داشته و با جذابیتی بی‌تکلف در مرز پیچیدهٔ بین شوخی و ملودرام پرسه می‌زند. این فیلم همچنین در چهل و ششمین دورهٔ جشنواره بین‌المللی فیلم سائو پائولو به نمایش درآمد. علی بهراد، کارگردان فیلم گفته است که سخت‌گیری لیلا حاتمی روی کیفیت نهایی فیلم تأثیر گذاشته است. منتقد سینمایی از ایرنا بازی لیلا حاتمی را یکی از نقاط مثبت فیلم دانست. حاتمی برای بازی در این فیلم نامزد جایزه حافظ بهترین بازیگر زن از بیست‌ودومین دوره جشن حافظ شد.
حاتمی در سال ۱۴۰۱ در سریال شبکه مخفی زنان به کارگردانی افشین هاشمی در مقابل سیامک انصاری ظاهر شد. او برای بازی در این سریال نامزد جایزه حافظ بهترین بازیگر زن کمدی از بیست و سومین دورهٔ جشن حافظ شد. او در هفتاد و نهمین دوره جشنواره بین‌المللی فیلم ونیز به‌عنوان یکی از اعضای هیئت داوران بخش اصلی به ریاست جولین مور حضور یافت و جایزهٔ زنان در سینما، که هرساله توسط یک تیم کامل از روزنامه‌نگاران سینمایی زن ایتالیایی اهدا می‌شود، آن سال جایزهٔ خود را به لیلا حاتمی به عنوان یکی از چهره‌های برگزیده، تقدیم کرد. حاتمی در اختتامیهٔ این جشنواره، جام ولپی بهترین بازیگر زن را به کیت بلانشت به‌خاطر بازی در فیلم تار (۲۰۲۲) اهدا کرد. وی در حاشیه این جشنواره در گفتگویی با ورایتی در خصوص فیلم جدیدش با نام زمانی در ابدیت سخن گفت.
حاتمی در سال ۱۴۰۰ نقش یک زن شهرآشوب مطلقه را در پیرپسر ایفا کرد و در این فیلم با حسن پورشیرازی و حامد بهداد همبازی بود. این فیلم در سال ۲۰۲۴ در جشنواره بین‌المللی فیلم روتردام به نمایش درآمد و برندهٔ جایزه پرده بزرگ بهترین فیلم شد. وانیا کالودیرچیچ، مدیر این جشنواره عملکرد عالی حاتمی در نقش ساکن جدید که از نیات صاحبخانه‌اش بی‌خبر است را مورد تحسین قرار داد. نشریه اسکرین دیلی در نقد این فیلم نوشت: «لیلا حاتمی حضوری مغناطیسی در نقش زنی مطلقه دارد، نگاه خیره و جذاب او، هر مردی را در جای خود متوقف می‌کند.» این فیلم در سال ۱۴۰۴ در ایران اکران شد. به اعتقاد یک منتقد و فعال فرهنگی از ایرنا لیلا حاتمی همچون همیشه، این نقش بسیار مهم و کلیدی را با افزودن جزئیاتی ظریف، مانند شکل خاص خنده و نگاه، از دیگر کارهای خود متمایز می‌سازد و این همان هنری است که او در تمام فیلم‌هایش به کار می‌برد. محمدحسین داوودی در جام جم آنلاین بازی لیلا حاتمی را یکی از هوشمندانه‌ترین نقش‌آفرینی‌های او در چند سال اخیر دانست که با نگاه‌های عمیق، سکوت‌های پرمعنا و حتی تردید در حرکت دست‌ها و نحوه ایستادنش، در حال خلق یک شخصیت چندلایه است. محمد مهدی بهداروند در وبگاه الف حضور لیلا حاتمی را به عنوان شخصیتی مکمل که با نمادهای خاص، فضایی زنانه و هنری را به فیلم تزریق می‌کند و زیبایی خاصی در روایت ایجاد می‌کند، تحسین کرد.
حاتمی سال ۱۴۰۳ را با بازی در فیلم خاتی به کارگردانی فریدون نجفی آغاز کرد، جلوی دوربین رفت و سه سکانس هم نقش‌آفرینی نمود اما در نهایت قطع همکاری کرد و سارا بهرامی جایگزین وی شد. او سپس در همان سال و در چهارمین همکاری‌اش با حمید نعمت‌الله در فیلم بت به ایفای نقش پرداخت.

## بازخورد و سبک بازیگری
لیلا حاتمی از سوی برخی رسانه‌ها به عنوان یکی از با استعدادترین و ماهرترین بازیگران زن سینمای ایران توصیف شده است. وی با حضور باکیفیت، مهم و مستمری که در سینمای ایران داشته است، غالباً به عنوان «مهم‌ترین بازیگر زن سینمای ایران» شناخته می‌شود. او یکی از تاثیرگذارترین و برجسته‌ترین بازیگران ایرانی در جهان به‌شمار می‌رود و یکی از با نفوذترین زنان سینمای ایران است.

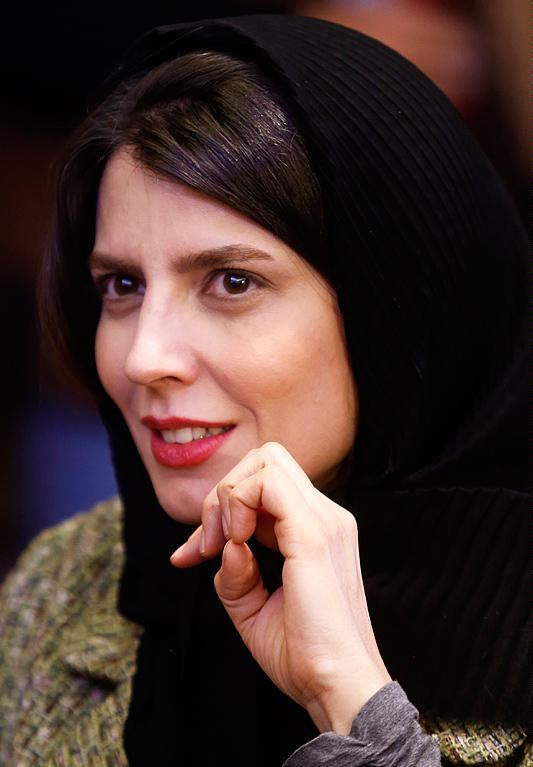
حاتمی در جشنواره فیلم فجر، ۱۳۹۴

حاتمی نوعی اجرای درون‌گرایانه و رئالیستی را ارائه می‌دهد و بازی او به‌شدت مینیمال، دقیق و مبتنی بر ظرایف حسی است. چهره معصوم و ظاهر دلنشین او در کنار بازی‌های تأثیرگذار، باعث شد خیلی زود به یکی از محبوب‌ترین چهره‌های هنری تبدیل شود. وی در بیشتر فیلم‌هایش نقش زنی از طبقات بالای اقتصادی یا فرهنگی جامعه با روحیه خونسرد و شخصیت مستقل و پیچیده را بازی کرده است. برخی رسانه‌ها لیلا حاتمی را گران‌ترین بازیگر زن سینمای ایران می‌دانند. لیلا حاتمی شخصاً کارگردان، فیلمنامه و نقشی که قرار است به عهده بگیرد را از مهم‌ترین عوامل برای انتخاب پیشنهاد بازی می‌شمارد و معتقد است نقشی که خوب نوشته شده باشد را خوب هم می‌توان بازی کرد.
نظام‌الدین کیایی در سال ۱۳۹۰ لیلا حاتمی را بهترین بازیگر زن بیست و نه دورهٔ گذشتهٔ جشنواره فیلم فجر دانست. بهرام رادان در ماهنامه رونا، حاتمی را در حرفه‌اش باعث سربلندی همکارانشان دانست که رفتار، منش و تخصص او به گونه‌ای است که شأن و شخصیت این حرفه را بالا می‌برد و یاد کردن از او در هر محفلی اعم از هنری و غیر هنری باعث به وجود آمدن حس افتخار در سینماگران می‌شود. آرامه اعتمادی، منتقد سینما در ماهنامه فیلم با اشاره به اینکه خیلی‌ها لیلا حاتمی را متهم به بازی یک شکل و صورتی بدون احساس می‌کنند، نوشت: «لیلا حاتمی همین است. انگار در زندگی عادی هم همین وقار رفتاری را دارد، وقتی می‌خواهد از ته دل بخندد، آرام است، وقتی می‌خواهد گریه کند، آرام است، همین هم او را در قاب سینما دیدنی می‌کند.»

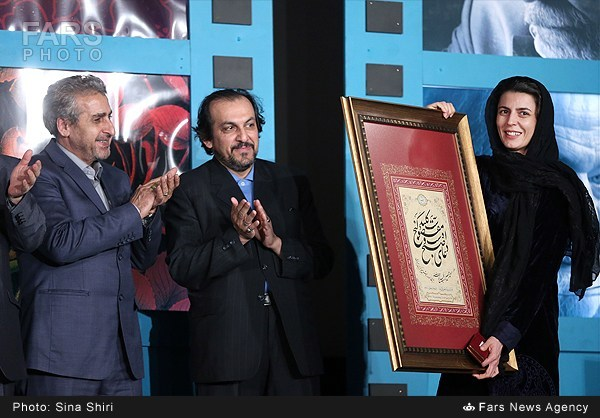
لیلا حاتمی در مراسم تجلیل از پنج بازیگر پیشکسوت سینما، ۱۳۹۲

در سال ۱۳۹۲، محمدرضا جعفری جلوه — مدیرعامل بنیاد سینمایی فارابی — در مراسم تجلیل از پنج بازیگر پیشکسوت سینما در حضور علیرضا رضاداد و مسعود جعفری جوزانی به پاس قدردانی از یک عمر تلاش هنری خانواده حاتمی، تابلوی نفیسی را با خط غلامحسین امیرخانی به لیلا حاتمی اهدا کرد. حاتمی در سال ۲۰۱۲ برای اهدای جایزه بزرگ جشنواره کن در مراسم اختتامیهٔ شصت و پنجمین جشنواره کن حضور یافت و لباسش از سوی مجلهٔ اِل به عنوان یکی از ده پوشش برتر مراسم اختتامیهٔ جشنواره کن انتخاب شد. در سال ۲۰۱۲ حاتمی از سوی وزارت فرهنگ و ارتباطات فرانسه، نشان شوالیه هنر و ادبیات را دریافت کرد که به خاطر خلاقیت هنری یا ادبی یا به خاطر مشارکت در تلالو هنر و ادب در فرانسه و جهان به هنرمندان اعطا می‌شود.
کیومرث پوراحمد در گفت‌وگو با روزنامه اعتماد دربارهٔ او گفت: «لیلا حاتمی دختر دوست‌داشتنی، دلپذیر، فرهیخته، خانواده‌دوست و بازیگر درجه یک است. او دختر علی حاتمی و دختر ایران است.» آناهیتا نعمتی در گفت‌وگو با نامه‌نیوز گفت: «برای من به عنوان یک هنرپیشه ایرانی باعث افتخار است که در سینمایی هستم که لیلا حاتمی را دارد.» در سال ۲۰۱۶، نام لیلا حاتمی در رتبهٔ ۴ فهرست زیباترین زنان خاورمیانه سایت واندرزلیست قرار گرفت. او از سوی روزنامه هفت صبح در رتبهٔ یکم فهرست پردرآمدترین بازیگران زن سینمای ایران قرار گرفته است. حمید نعمت‌الله، لیلا حاتمی را در سطح بهترین بازیگران سینمای جهان و کامل‌ترین هنرپیشه سینمای ایران می‌داند.
آکادمی علوم و هنرهای سینما در سال ۲۰۱۷ از لیلا حاتمی برای عضویت در این نهاد سینمایی دعوت کرد. در سال ۲۰۱۷ در برنامهٔ ویژه‌ای در ساختمان اصلی جشنواره بین‌المللی فیلم تورنتو به پاس ۲۰ سال فعالیت مستمر سینمایی، تقدیرنامه‌ای از طرف کاتلین وین، نخست‌وزیر انتاریو، به لیلا حاتمی اهدا شد. مراسم بزرگداشت لیلا حاتمی در شهر ونکوور کانادا برگزار شد و در این مراسم تقدیرنامه‌ای رسمی از طرف دولت کانادا به لیلا حاتمی به پاس فعالیت‌ها و دستاوردهای ارزنده در دنیای هنر اهدا شد. همچنین تقدیرنامهٔ پارلمان کانادا به مناسبت حضور وی در این کشور، توسط فین دانلی، نمایندهٔ پارلمان کانادا، به لیلا حاتمی اهدا گردید.
به عقیده آرش خوشخو، لیلا حاتمی از معدود بازیگران زن سینمای ایران که معنای به درون نقش خزیدن را می‌داند و برای سینما آفریده شده است. خوشخو سبک حاتمی در مقابل دوربین را با جولین مور مقایسه نمود و نوشت: «او می‌داند که چگونه نقش را بدون زمختی، بدون تلاش خودنمایانه و بدون تقلا و دست و پا زدن ایفا کند.» هادی اعتمادی مجد در روزنامه اعتماد لیلا حاتمی را شخصی متین، متشخص و با طمأنینه دانست که در هر نقش اعم از درونگرا یا برونگرا و عاصی، می‌درخشد و می‌تواند از اندرونی محترم خود، فاصله بگیرد.

## زندگی شخصی
لیلا حاتمی درمورد زندگی خصوصی خود اطلاعات زیادی ارائه نداده است. وی ترجیح می‌دهد زندگی خانوادگی متعارفی داشته باشد و امنیت این نوع زندگی را فدای شغلش نکند. حاتمی علاوه بر فارسی، به زبان‌های انگلیسی، فرانسوی و آلمانی مسلط است. او اهل فضای مجازی نیست و هیچ حساب کاربری یا صفحه‌ای در شبکه‌های اجتماعی ندارد.

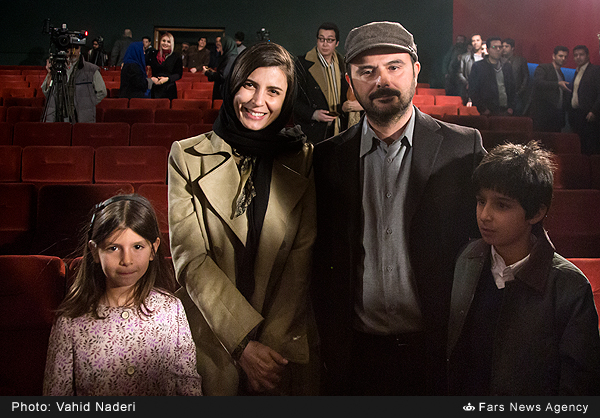
لیلا حاتمی در مراسم رونمایی از پوستر جشنواره فجر ۱۳۹۵

حاتمی در سال ۱۳۷۵ در جریان فیلم لیلا به کارگردانی داریوش مهرجویی با علی مصفا آشنا شد. در سال ۱۳۷۷ او و علی مصفا با هم ازدواج کردند. حاتمی در خصوص صحنه‌های عاشقانه فیلم لیلا میان خودش و مصفا گفته است: «آن حس‌ها همه‌اش واقعی است. قبل از شروع فیلمبرداری حس‌هایمان به هم شروع شده بود. اصلاً آقای مهرجویی اول ما را به هم علاقمند کرد و بعد فیلمش را ساخت.» این زوج بعد از ازدواج در سال ۱۳۸۷ در میکس، فیلم دیگری از مهرجویی دوباره همبازی شدند و از همان‌جا سیل پیشنهادها برای حضور همزمان در فیلم‌های مختلف به آنها رسید، اما برای فرار از تبدیل شدن به کلیشه، بسیاری از این پیشنهادها را رد کردند. آنها دارای دو فرزند به نام‌های مانی (زادهٔ ۱۳۸۵) و عسل (زادهٔ ۱۳۸۷) هستند. حاتمی به دلیل تولد دو فرزندش، مدتی بازی در فیلم‌های سینمایی را نپذیرفت.
او فرانسوا تروفو را به عنوان کارگردان مورد علاقه‌اش معرفی کرده و تمامی فیلم‌های او را دیده است؛ همچنین کوئنتین تارانتینو، میشائل هانکه، وودی آلن، رومن پولانسکی و عباس کیارستمی، دیگر فیلمسازان مورد پسند او هستند. وی دربارهٔ رابطه‌اش با کشور فرانسه گفته است:
این رابطه به زمان کودکی من بازمی‌گردد. زمانی که بسیار کوچک بودم مادرم من را به مدرسه فرانسوی برد اما پس از انقلاب مدرسه بسته شد و من ماندم و دانش نصفه و نیمه فرانسوی! اما همواره در یادگیری فرانسه یک کمال طلب بودم و هرگز از سطح خودم در یاگیری زبان رضایت نداشتم.

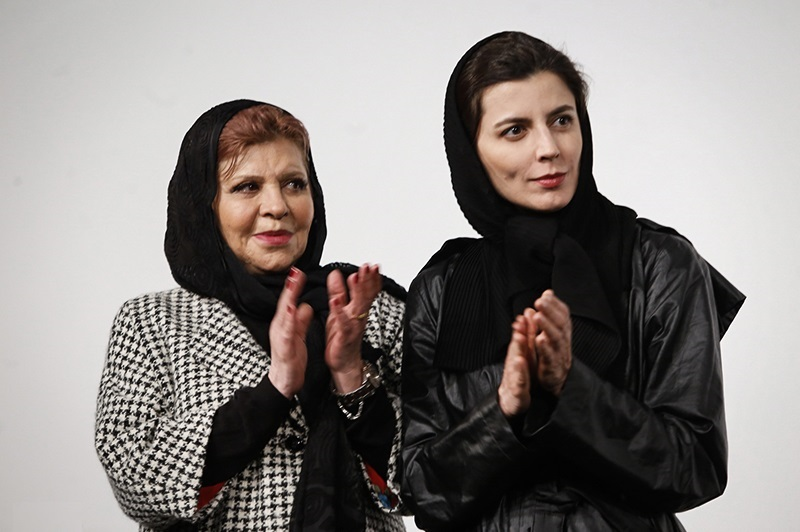
لیلا حاتمی و زری خوشکام در نشست نقد و بررسی فیلم در دنیای تو ساعت چند است؟، ۱۳۹۳

لیلا حاتمی در اردیبهشت ۱۴۰۰ به دلیل ابتلا به کرونا در بیمارستان بستری بود و شامگاه ۶ اردیبهشت از بیمارستان مرخص شد تا ادامه درمان خود را در خانه سپری کند. زری خوشکام، مادر وی نیز به‌خاطر کرونا در آی‌سی‌یو بستری بود و فرزندان حاتمی نیز به دلیل ابتلا به کرونا در خانه تحت مراقبت بودند. زری خوشکام، همسر علی حاتمی و مادر لیلا حاتمی در ۲۸ اردیبهشت ۱۴۰۳ در سن ۷۷ سالگی درگذشت و صبح ۲۹ اردیبهشت ۱۴۰۳ در کنار علی حاتمی به خاک سپرده شد.

## حواشی و دیدگاه‌ها

### حمایت از نامزدی محمد خاتمی در انتخابات ریاست‌جمهوری ۱۳۸۸
لیلا حاتمی در آبان ۱۳۸۷ در گردهمایی حامیان نامزدی سید محمد خاتمی در انتخابات ریاست جمهوری دهم با عنوان «همایش موج سوم» در حمایت از حضور سید محمد خاتمی در انتخابات ریاست‌جمهوری سخنرانی کرد. همچنین علی مصفا همسر لیلا حاتمی در این گردهمایی با خواندن شعری حمایت خود را از حضور خاتمی در انتخابات ریاست‌جمهوری اعلام نمود.
در بامداد ۲۴ آبان ۱۳۸۷ سینما جمهوری دچار آتش‌سوزی شد. این سینما چند سال پیش از آتش‌سوزی بازسازی شده بود و در آن «کافه آنتراکت» با مدیریت لیلا حاتمی و علی مصفا که از مالکان این سینما هستند، فعالیت می‌کرد و فضای خاص آن مخاطبان زیادی را جذب کرده بود. سازمان آتش‌نشانی تهران یک ماه پس از آتش‌سوزی در سینما جمهوری، این آتش‌سوزی را عمدی اعلام کرد.

### داوری در جشنواره فیلم کن ۲۰۱۴

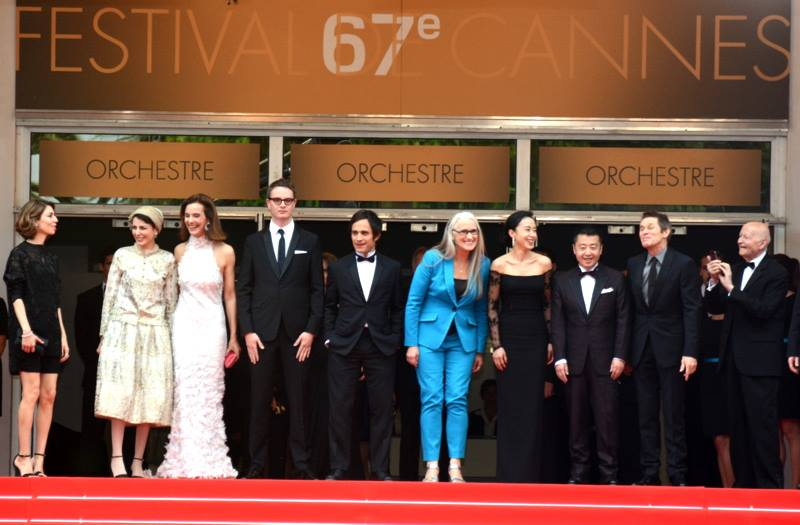
حاتمی در بین اعضای هیئت داوران جشنواره کن در مراسم افتتاحیهٔ جشنواره کن سال ۲۰۱۴

لیلا حاتمی در سال ۲۰۱۴ به عنوان عضو هیئت داوران بخش اصلی شصت و هفتمین دوره جشنواره فیلم کن انتخاب شد. وی در مراسم افتتاحیه، به‌عنوان یکی از داوران بخش مسابقه اصلی حضور یافت و لباسی پوشیده بود که حدود ۱۸۰ سال قدمت داشت و نمونه‌ای بارز از هنر سنتی ایرانی نقده‌دوزی بود. او در این مراسم با ژیل ژاکوب دبیر و رئیس جشنواره دست داده و روبوسی کرد که انتشار تصویر و فیلم این عمل در فضای مجازی جنجال فراوانی ایجاد کرد.
حسین نوش‌آبادی — معاون پارلمانی وزیر فرهنگ و ارشاد — در واکنش به این خبر گفت: 
کسانی که به عنوان زن ایرانی در مجامع بین‌المللی شرکت می‌کنند به اعتبار، عفت و منزلت ایرانیان توجه داشته باشند تا چهرهٔ زن ایرانی در دنیا بد و خدشه دار نشان داده نشود. حضور شخصیت‌های هنری و هنرمندان ایرانی در خارج از کشور اگر با رعایت شئونات اسلامی و احترام به فرهنگ ملت و اعتقادات ایران باشد، امری پسندیده است، اما اگر این حضور با بی‌توجهی به ارزش‌های جامعه و معیارهای اخلاقی ما باشد، ملت ایران این رفتار را نمی‌پذیرند. حضور نامناسب زنان ایرانی در خارج از کشور مخصوصاً هنرمندان که مورد احترام مردم ما هستند از طرف ایرانی وطن‌پرست و علاقمند به ایران مورد قبول نیست. زن ایرانی چه هنرمند و چه غیر هنرمند، همیشه مظهر عفت و پاکی بوده است، بنابراین اینگونه حضورهای نامناسب که اخیراً در جشنواره کن اتفاق افتاده، همسو با اعتقادات دینی ما نیست.
لاله افتخاری — عضو هیئت رئیسه کمیسیون فرهنگی مجلس اصولگرای نهم — در اظهار نظری خواهان برخورد با مسئله شد و گفت: «نباید بازیگران و هنرمندانی که بخواهند از خطوط قرمز عبور کنند، جایگاهی در سینمای ما داشته باشند.» روزنامه کیهان این رفتار حاتمی را «دهن‌کجی به آداب و رسوم سرزمین مادری خودش» توصیف کرد و نوشت: «متأسفانه خانم لیلا حاتمی، بازیگری که به تازگی با فیلم سربه‌مهر دربارهٔ نماز، خوش درخشیده بود، نتوانست شأن «ایرانی بودن» را حفظ کند.» سید ابوالحسن مختاباد در یادداشتی که خبرآنلاین منتشر کرد، با اشاره به اینکه در فرهنگ غربی کسی برای التذاذ جنسی با طرف مقابل مصافحه نمی‌کند، اظهار داشت: «لیلا حاتمی نمایندهٔ دولت ایران یا ارگانی از قوای سه‌گانه یا وزارت ارشاد و معاونت سینمایی در این جشنواره نبوده که حتماً بخواهد پروتکل‌های آن را در کشوری خارج از ایران رعایت کند. حال با توجه به اینکه در رعایت پوشش هم سعی کرد حرمت‌ها را حفظ کند، مصافحه او با پیرمردی ۸۴ ساله را نباید این قدر بزرگ کرد.»
ژیل ژاکوب — رئیس جشنواره کن — پس از بازتاب عمل حاتمی در رسانه‌های داخلی و خارجی ایران، در صفحه توییتر خود نسبت به این مسئله و واکنش مسئولان ایرانی نوشت: «این جنجال‌ها بی‌اساس است چون این مسئله در فرهنگ غرب کاملاً عادی است. این من بودم که برای بوسیدن خانم حاتمی پیش‌قدم شدم، در آن لحظه، او برای من نماینده سینمای ایران بود.»
جمعی از زنان و فعالان عرصه‌های اجتماعی و فرهنگی و ۶۵ نهاد مردم نهاد و فعال در امور زنان طی بیانیه‌ای خواستار برخورد جدی مجلس شورای اسلامی و دولت با رفتارهای خارج از شئون زنان مسلمان ایرانی در جشنواره کن شدند. امضاکنندگان در این بیانیه خواستار برخورد سخت با لیلا حاتمی و هم مسلکان وی شده بودند. علی جنتی، وزیر ارشاد وقت با انتقاد از رفتار لیلا حاتمی، این عمل او را غیرقابل قبول و دفاع دانست و گفت: «رفتار وی قابل قبول نبود، البته احساسم این بود که غافلگیر شد. متأسفانه یک فرهنگ نامناسب غربی را در آمریکا و بسیاری از کشورهای اروپایی شاهد هستیم که آقایان و خانم‌ها علاوه بر دست دادن، روی یکدیگر را می‌بوسند که این موضوع نیز در جشنواره کن موجبات غافلگیری بازیگر کشورمان را فراهم کرد. در هر صورت غافلگیری وی در این جشنواره قابل توجیه و دفاع نیست.» جمعی از دختران دانشجو متعلق به تشکلی با عنوان «دانشجویان حزب‌الله» با صدور نامه‌ای به ریاست دادسرای فرهنگ و رسانه از لیلا حاتمی به دلیل آنکه مردم را «تشویق به فساد» نموده، شکایت کردند و خواستار اِعمال مجازات حبس و شلاق برای وی شدند.
لیلا حاتمی در خصوص اتفاقات جشنواره کن، با نگارش متن کوتاهی، که از سوی مدیر روابط عمومی سازمان سینمایی برای رسانه‌ها ارسال شد، ماجرای اتفاقی که برای او رخداد را بازگو کرد و اظهار داشت که به مسئولان جشنواره، قوانین و اصول را توضیح داده بوده است، اما ژیل ژاکوب به دلیل سن بالا مقررات را فراموش کرده و باعث شد که او در عمل انجام‌شده قرار بگیرد. وی در ادامهٔ این نامه با ابراز تأسف بابت آزرده خاطر شدن احساسات مردم ایران، بابت عمل خویش، عذرخواهی کرد. نامهٔ لیلا حاتمی برای عذرخواهی از صحنهٔ روبوسی که در مراسم افتتاحیه، با ژیل ژاکوب، رئیس ۸۴ سالهٔ کن پیش آمد، بلافاصله در سایت‌های خبری جهان انعکاسی وسیع یافت و بیش از ۱۲۰ منبع خبری، این خبر را به نقل از خبرگزاری فرانسه، منعکس کردند.

### برخورد قهرآمیز با خبرنگاران
در اسفند ۱۳۹۴ نمایندگان چند رسانه برای تهیهٔ گزارش از پشت صحنهٔ فیلم رگ خواب، در محل فیلمبرداری حضور یافته بودند تا با لیلا حاتمی به عنوان بازیگر این فیلم مصاحبه کنند. حاتمی در این مصاحبه با لحنی تند و حالتی منتقدانه به سوالات خبرنگاران پاسخ داد. صدا و متن این گفت‌وگو منتشر شد و واکنش‌هایی در فضای افکار عمومی و همچنین در محافل خصوصی رسانه‌های سینمایی در پی داشت.

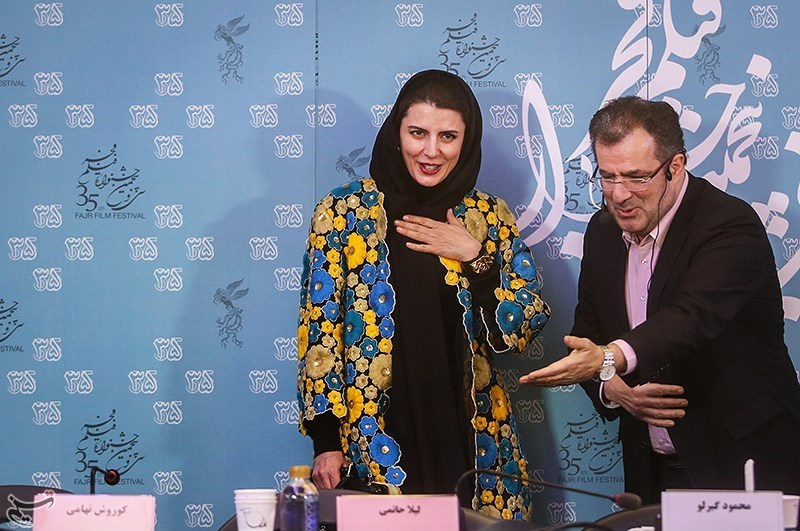
محمود گبرلو و لیلا حاتمی در نشست خبری فیلم رگ خواب

لیلا حاتمی در نشست خبری فیلم رگ خواب در جشنواره فجر، در پاسخ به پرسشی دربارهٔ رفتار نادرست هنرمندان در تقابل با اهالی رسانه گفت: 
من در آن جلسه مصاحبه روی سخنم با آن هشت نفر بوده، نه کسان دیگر. من چون به طرف مقابلم اهمیت می‌دهم، وقتی عصبانی هستم عصبانیتم را ابراز می‌کنم چون معتقدم او آدم است و من باید نظر و احساسم را نسبت به او بروز دهم. وقتی آن افراد در جایی حضور دارند که نباید باشند، در واقع مزاحم می‌شوند. خودشان می‌دانند که جایشان آنجا نیست. من در چنین موقعیت‌هایی فراموش می‌کنم که چه کسی هستم و یک نقش بیرونی پیدا می‌کنم و آن شخص را ادب می‌کنم. این کار را تا همیشه خواهم کرد، تا وقتی که حالش را داشته باشم.

### حمایت از اعتراضات ۱۳۹۶ ایران
لیلا حاتمی در سال ۲۰۱۸ در نشست خبری فیلم خوک ساختهٔ مانی حقیقی در شصت و هشتمین جشنواره بین‌المللی فیلم برلین در آلمان با هدف حمایت از اعتراضات دی ۱۳۹۶ ایران به زبان انگلیسی گفت:
مایلم از این فرصت استفاده کنم تا خشم و اندوه عمیق خودم را ابزار کنم برای معترضان که در ایران با آنها اخیراً برخورد شد. شرم‌آور است که در کشور من مردم تنها به قیمت جان‌شان می‌توانند اعتراض کنند. برای اولین بار هست که من می‌خواهم در مسائل سیاسی دخالت و اظهارنظر کنم.
برخی از خبرگزاری‌های حکومتی مانند باشگاه خبرنگاران جوان اظهارات او را «حمایت از آشوبگران» اعلام کردند. خبرگزاری فارس، در واکنش، این سخنان را «عجیب» و «دور از انتظار» توصیف کرد. وبگاه اصولگرای مشرق نیز گزارشی با عنوان «جشنواره اشتباهات لیلا حاتمی با اولین اظهارنظر سیاسی در جشنواره برلین!» منتشر کرد.
مانی حقیقی در گفتگو با یورونیوز در مورد سخنان لیلا حاتمی اظهار داشت: «نمی‌خواهم جای او (لیلا حاتمی) سخن بگویم اما به نظرم حرف معقولی مطرح کرد. به نظرم حق شهروندان برای تظاهرات باید حفظ شود. این کل حرفی بود که او زد و من با این نظرش موافقم.» ابراهیم داروغه‌زاده، دبیر جشنواره فیلم فجر دربارهٔ اظهارات لیلا حاتمی در توئیتر نوشت: «کاش یک‌بار هم فیلمسازهای ما به خبرنگارهای آلمانی می‌گفتند نظرتان راجع به رابطهٔ دولت آلمان و صدام و بمب‌های شیمیایی و حلبچه و سردشت و… چیه؟ البته جواب مانی حقیقی هم خوب بود.» سید عزت‌الله ضرغامی، رئیس سابق سازمان صدا و سیما درخصوص اظهارات لیلا حاتمی با اشاره به صحبت‌های حسن روحانی که گفته بود «با گذاشتن قرآن در داشبورد خودرو اسلامی نمی‌شود»، در کانال تلگرامی خود نوشت: «وقتی رئیس‌جمهور محترم در مقابل دیدگان حیرت‌زده میهمانان خارجی، با تمسخر برخی اندیشمندان اسلامی، آن هم با مثال‌های سطحی غیر مرتبط نسبت به یک دیدگاه خاص نظری، استفاده سوء سیاسی می‌کند، از خانم لیلا حاتمی چه انتظاری هست؟»
روزنامهٔ ایران به لیلا حاتمی به‌خاطر اعتراض در مقابل رسانه‌های خارجی انتقاد کرد و نوشت که اگر قرار بر تغییر و اصلاح امور است، از داخل باید باشد. روزنامهٔ کیهان اظهارات حاتمی را «وطن‌فروشانه» خواند. پروانه معصومی صحبت‌های لیلا حاتمی را به شدت محکوم کرد و با اشاره به اینکه در اعتراضات، ۴ نفر از نیروی انتظامی کشته شدند، گفت: «مگر در کشورهای دیگر اعتراض را با بوسه جواب می‌دهند؟»، او اظهارات حاتمی را «کوچک کردن ایران» تلقی کرد و گفت: «اگر کسی دوست ندارد، برود جای دیگری زندگی کند.» یکتا ناصر در واکنش به انتقاد تند پروانه معصومی از لیلا حاتمی، در صفحهٔ اینستاگرام خود با انتشار پستی، حمایت خود را از گفته‌های حاتمی اعلام کرد و اظهارات پروانه معصومی درخصوص مقایسهٔ برخورد با معترضان در دیگر کشورها را زیر سؤال برد. پروانه معصومی در مصاحبه با روزنامهٔ سازندگی گفت: «هر هنرمندی حق اعتراض دارد، اما من اعتراضم را در مملکت خودم می‌کنم؛ نه این که بروم در مملکتی که سلاح شیمیایی به صدام فروخت گله کنم. نه من حکومتی هستم و نه لیلا ضدانقلاب. او بازیگر ارزشمند و انسان خوبی است.»
مادرِ حسن قاسمی‌دانا — از کشته‌شدگان مدافع حرم — اعلام کرد که از لیلا حاتمی به دلیل حمایت از آشوبگران در حضور خبرنگاران خارجی، به مراجع قضایی شکایت کرده است. وی از گفته‌های لیلا حاتمی در مقابل رسانه‌های خارجی، ابراز نارضایتی و ناخشنودی کرد و ضمن تنظیم دادخواستی علیه حاتمی، از «مادران شهدای دیگر» نیز دعوت کرد تا او را حمایت کنند. این موضوع واکنش تهمینه میلانی را در پی داشت که در پستی در اینستاگرام صحبت‌های لیلا حاتمی را نسبت به کسانی که در دفاع از حرم کشته شده‌اند بی‌ربط خواند. پس از این، روزنامهٔ کیهان نوشت که دختر اکبر نجفی — از دیگر کشته‌شدگان مدافع حرم — از تهمینه میلانی و لیلا حاتمی به جرم «حمایت از اغتشاشگران» و «اهانت به شهدا» شکایت خواهد کرد.

### حضور در آگهی تبلیغاتی یخچال
در اردیبهشت ۱۴۰۰ یک آگهی تبلیغاتی یخچال ایرانی منتشر شد که حضور لیلا حاتمی در آن حاشیه‌ساز شد. کاربران شبکه‌های اجتماعی از حضور لیلا حاتمی در این آگهی و صحبت کردنش با یخچال متعجب شدند و به آن واکنش نشان دادند. این آگهی مورد انتقاد کاربران زیادی قرار گرفت و براساس آن، محتواها و پست‌های جدید با رویکردهای غالباً طنز و انتقادی در شبکه‌های اجتماعی منتشر شدند. این آگهی به یکی از پربازدیدترین محتواهای ایرانی در شبکه‌های اجتماعی تبدیل شد که هفته‌ها در رتبه‌های اول قرار داشت. براساس ارزیابی‌های کارشناسان، این ویدئو بیش از ۴۹ میلیون بار دیده شده است.

### حمایت از اعتراضات خرداد ۱۴۰۱
لیلا حاتمی یکی از نزدیک به صد سینماگر امضاکنندهٔ بیانیهٔ «تفنگت را زمین بگذار» بود که در آن با اشاره به سرکوب اعتراضات به فروریختن ساختمان متروپل از نیروهای نظامی و انتظامی که «تبدیل به عامل سرکوب مردم شده‌اند»، خواسته بودند که سلاح‌هایشان را زمین بگذارند و «به آغوش ملت بازگردند». محمد رسول‌اف با انتشار متنی در اینستاگرام خبر داد که پس از انتشار این بیانیه تماس‌های زیادی از سوی نهادهای مختلف با سینماگران امضاکننده این بیانیه گرفته شده است و از آن‌ها خواسته‌اند که امضای خود را پس بگیرند یا با خبرگزاری‌ها برای «بی‌اعتبار کردن» این بیانیه گفت‌وگو کنند. در ۱۷ تیر ۱۴۰۱ محمد رسول‌اف و مصطفی آل احمد به دلیل تهیهٔ این بیانیه بازداشت شدند.

## داوری
- جشنوارهٔ فیلم کوتاه دبی (۲۰۰۱)[۲۲۳]
- بیستمین دورهٔ جشنواره بین‌المللی فیلم‌های کودکان و نوجوانان اصفهان؛ تندیس آبی (۲۰۰۵)[۲۲۴]
- چهل و یکمین دورهٔ جشنواره بین‌المللی فیلم کارلووی واری؛ مسابقهٔ اصلی (۲۰۰۶)[۳۷]
- یازدهمین دورهٔ جشنواره بین‌المللی فیلم مراکش؛ مسابقهٔ اصلی (۲۰۱۱)[۷۵]
- سی و هفتمین دورهٔ جشنواره فیلم آمریکایی دوویل؛ بخش مکاشفه (۲۰۱۱)[۷۶]
- هفتمین دورهٔ جشنواره فیلم رم؛ مسابقهٔ اصلی (۲۰۱۲)[۸۵]
- پنجمین دورهٔ جشنواره فیلم کاستندورف؛ رئیس هیئت داوران (۲۰۱۲)[۲۲۵]
- پنجاهمین دورهٔ جشنواره بین‌المللی فیلم پرتقال طلایی آنتالیا (۲۰۱۳)[۲۲۶]
- شصت و هفتمین دورهٔ جشنواره فیلم کن؛ مسابقهٔ اصلی (۲۰۱۴)[۲۲۷]
- بیست و هشتمین دورهٔ جشنواره بین‌المللی فیلم‌های آسیایی وزول؛ رئیس هیئت داوران (۲۰۲۲)[۲۲۸]
- هفتاد و نهمین دوره جشنواره بین‌المللی فیلم ونیز؛ مسابقهٔ اصلی (۲۰۲۲)[۲۲۹]

## آثار و جوایز
لیلا حاتمی برای ۱۲ فیلم تا مرحلهٔ نامزدی در جشنواره فیلم فجر رفته و از میان آنها برای دو فیلم بی‌پولی (۱۳۸۷) و رگ خواب (۱۳۹۵) موفق به دریافت سیمرغ بلورین بهترین بازیگر نقش اول زن شده است. او با کسب ۸ جایزه جهانی از رویدادهای بین‌المللی شامل ۴ جایزه مستقل و ۴ جایزه مشترک، یکی از بازیگران رکورددار جوایز بین‌المللی سینمای ایران به‌شمار می‌رود.

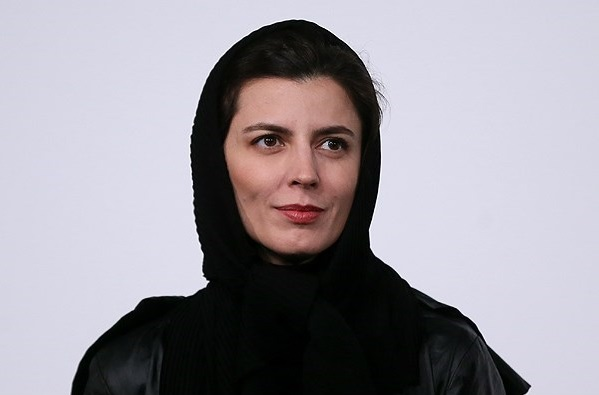
حاتمی در نشست نقد و بررسی فیلم در دنیای تو ساعت چند است؟، ۱۳۹۳

تحسین‌شده‌ترین آثار حاتمی، عبارتند از:
- لیلا (۱۹۹۷)
- آب و آتش (۲۰۰۱)
- ارتفاع پست (۲۰۰۲)
- ایستگاه متروک (۲۰۰۲)
- سالاد فصل (۲۰۰۵)
- بی‌پولی (۲۰۰۹)
- جدایی نادر از سیمین (۲۰۱۱)
- نارنجی‌پوش (۲۰۱۲)
- دوران عاشقی (۲۰۱۵)
- من (۲۰۱۶)
- رگ خواب (۲۰۱۷)
- پیرپسر (۲۰۲۴)
- قاتل و وحشی (۲۰۲۵)